# チャールズ・ムーア (陸上選手)
チャールズ・ムーア (Charles Hewes Moore, Jr、1929年8月12日 - 2020年10月8日)は、アメリカ合衆国ペンシルベニア州出身の陸上競技選手。1952年ヘルシンキオリンピックの金メダリストである。

## 経歴
ムーアは、400mハードルでは負けたことがないといわれ、この種目の革新者ともみなされている。コーネル大学の学生だった、1949年の全米学生選手権の440ヤード走、1951年の同大会の220ヤードハードルで優勝。さらに、1949年からAAUの大会の400mハードル4連覇という記録も持っている。
1952年に、ムーアはヘルシンキオリンピックに出場を果たし、400mハードルで金メダルを獲得する。雨のため水を含んだ軟らかいトラックコンディションの中、タイムは50.8秒で惜しくも世界記録とならなかった。さらに、4×400mリレーでもアメリカの第3走者として銀メダルを獲得した。
その後のムーアは、いくつかの多国籍企業の最高経営責任者を務めた後、1994年から1999年までコーネル大学の陸上部の監督。1999年からはアメリカ大学陸上競技協会の会長を務めた。さらに、1992年から2000年までは米国オリンピック委員会の理事も務め、現在はポール・ニューマンが設立した慈善団体のエグゼクティブ・ディレクターの職にある。